# Muscat Golf Open
Het Muscat Golf Open is het oudste golftoernooi van Oman. Het vindt plaats in Masqat, de hoofdstad van Oman en werd vaak gespeeld op de Muscat Hills Golf and Country Club. Het toernooi bestaat uit 36 holes. De 38ste editie was in 2011. Vanaf 2012 wordt het toernooi op gras gespeeld.
In Oman bestaan naast het Muscat Golf Open nog twee internationale golftoernooien: het Oman Open en het Oman Amateur Open. 

## Winnaars
- 1989: Bart Nolte
- 2009: Ali Hameed (143) op de Ras Al Hamra Golf Club
- 2010: Ian Morrison

Puli Sharma won het toernooi twee keer. Hij won ook de eerste editie van de Petroleum Cup in 2008 op de Al Maha GC.